# Prosečné
Prosečné är en ort i Tjeckien. Den ligger i den nordöstra delen av landet, 100 km nordost om huvudstaden Prag. Prosečné ligger 383 meter över havet och antalet invånare är 533.
Terrängen runt Prosečné är platt västerut, men österut är den kuperad. Prosečné ligger nere i en dal. Runt Prosečné är det ganska glesbefolkat, med 42 invånare per kvadratkilometer. Närmaste större samhälle är Trutnov, 15,9 km öster om Prosečné. Omgivningarna runt Prosečné är en mosaik av jordbruksmark och naturlig växtlighet.